# HMS Invincible (R05)
«Інвінсібл» (англ. HMS Invincible (R05)) — британський легкий авіаносець 1980—2010-х років однойменного типу. Шостий корабель з такою назвою у складі ВМС Великої Британії.

## Історія створення
Легкий авіаносець «Інвінсібл» був замовлений 17 квітня 1973 року, будівництво розпочалось 12 липня того ж року на верфі Vickers Shipbuilding and Engineering в Барроу-ін-Фернес.
Спущений на воду 3 травня 1977 року. Ходові випробування розпочались у травні 1979 року; корабель вступив у стрій 11 лютого 1980 року.

## Історія служби

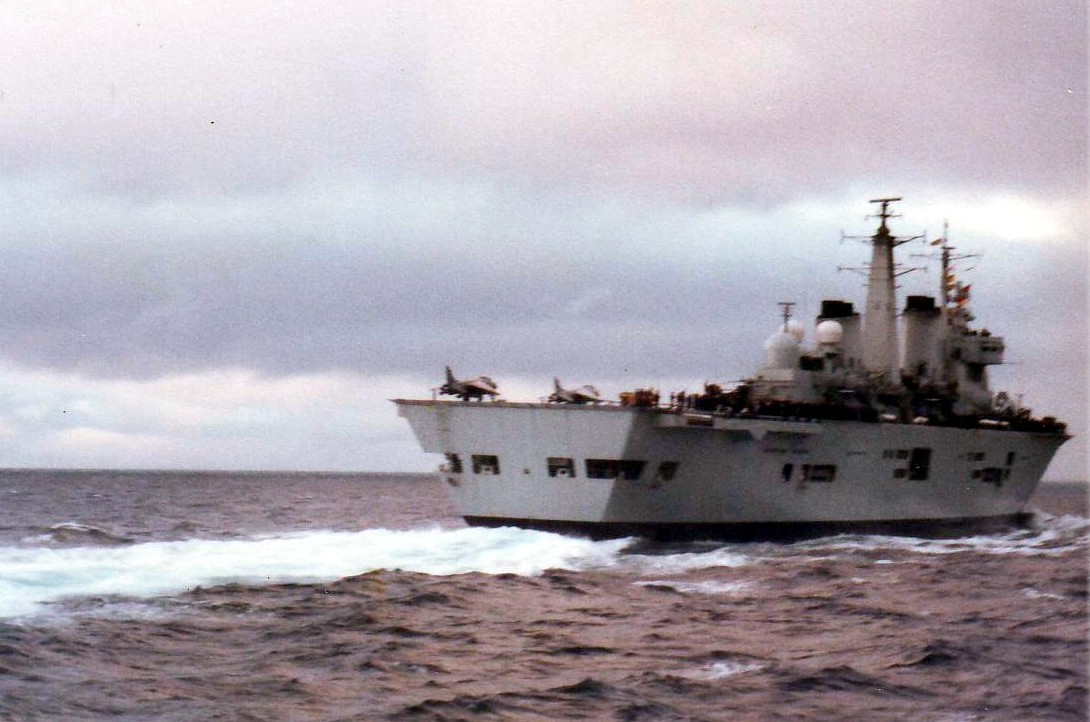
«Інвінсібл» у Південній Атлантиці, під час Фолклендської війни

25 лютого 1982 року уряд Австралії після кількамісячних переговорів оголосив, що домовився про придбання авіаносця «Інвінсібл» за 175 млн ф.с. для заміни HMAS Melbourne (R21)
Проте 2 квітня Аргентина окупувала Фолклендські острови. Продаж був скасований, і 5 квітня «Інвінсібл» та «Гермес» вирушили в Південну Атлантику, де протягом травня — червня брав активну участь у бойових діях. Корабель повернувся в Портсмут 19 жовтня 1982 року.
Протягом 29.04.1986 — 01.01.1989 авіаносець пройшов ремонт та модернізацію, під час якої кут нахилу трампліна був збільшений до 12°, встановлені ЗРК Goalkeeper CIWS, нові системи управління вогнем, зв'язку та радари.
У 1993—1994 роках авіаносець ніс патрульну службу в Адріатиці, де під час Югославських війн брав участь в операціях «Денай флайт» та «Обдумана сила».
У 1998 році авіаносець брав участь в операції «Болтон» (англ. Bolton) на півдні Іраку, де його літаки здійснювали розвідувальні польоти.
У 1999 році брав участь у бомбардуванні Югославії.
У листопаді 2001 року корабель був відправлений на 18-місячний ремонт.
У 2005 році авіаносець вивели в резерв. 10 вересня 2010 року виключили зі списків флоту. Корабель хотів купити Китай, але уряд Великої Британії побоювався, що він буде використаний з військовою метою, як раніше український «Варяг», і заблокував продаж.
У лютому 2011 року корабель продали на злам турецькій компанії «Leyal Ship Recycling» з м. Аліага (тур. Aliağa), куди прибув 12 квітня.